# Solaro (Franciaország)
Solaro egy település Franciaországban, Haute-Corse megyében. Lakosainak száma 734 fő (2022. január 1.). Solaro Quenza, Sari-Solenzara, Zicavo, Ventiseri és Chisa községekkel határos.

## Népesség
A település népessége az elmúlt években az alábbi módon változott:
| Lakosok száma | 291  | 477  | 476  | 638  | 691  | 706  | 706  | 722  | 730  | 734  |
|               | 1968 | 1982 | 1990 | 2006 | 2013 | 2015 | 2017 | 2019 | 2020 | 2022 |